# Валери ван Рон
Валери ван Рон (хол. Valerie van Roon; Делфт, 13. август 1998) — холандска пливачица, вишеструка учесница светских првенстава и Олимпијских игара, национална првакиња и рекордерка и некадањша трострука европска првакиња у малим базенима. Њена примарна дисциплина су трке слободним и прсним стилом.
По образовању је дипломирани физиотерапеут (дипломирала је 2022. године). 

## Спортска каријера
Валери је дебитовала на међународој пливачкој сцени као јуниорка, а при значајнији успех у каријери постигла је на Европском јуниорском првенству у холандском Дордрехту 2014, где је освојила бронзане медаље у тркама на 50 метара слободним стилом, те у микс штафети на 4×100 слободно.  
Успешно је дебитовала и у конкуренцији сениора пошто је на Европском првенству у малим базенима, одржаном 2017. у Копенхагену, освојила две златне медаље у штафетним тркама на 4×50 слободно у женској и мешовитој конкуренцији. Холандски тим, за који су поред ван Ронове пливале још и Раноми Кромовидјојо, Фемке Хемскерк и Тамара ван Влит, уједно је испливао и нови светски рекорд у тој дисциплини (у том моменту је износио 1:33.91 минут. Серију одличних резултата у малим базенима наставила је и током 2018. и 2019. године, освајањем три сребрне медаље на Светском првенству у Хангџоуу, односно освајањем злата на Европском првенству у Глазгову (све медаље је освојила у штефетним тркама). 
На светским првенствима у великим базенима је дебитовала у Будимпешти 2022, а учествовала је и на наредном првенству у Токију 2023. године. 
На квалификационом митингу у Ајндховену, одржаном током априла 2024, испливала је лични рекорд у трци на 50 слободно, а време од 24.62 секунда било јој је довољно и за наступ на предстојећим Олимпијским играма. На Играма у Паризу 2024. ван Ронова се такмичила у трци на 50 метара слободним стилом. У квалификацијама је остварила пласман на 15. место, док је у полуфиналу заузела 12. место и није успела да се пласира у финалну трку.    